# 不整合 (地質学)

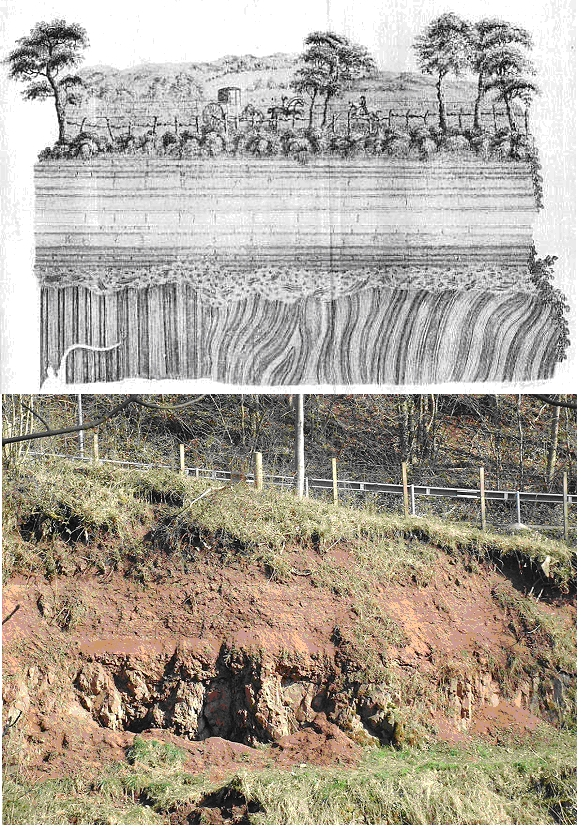
スコットランドに所在するハットンの不整合のスケッチ及び写真。下位層は垂直であるのに対し上位層はほぼ水平となっている。

不整合（ふせいごう、英語: unconformity）は、堆積層同士が堆積の中断・侵食後の堆積などの原因によって、その上下に時間的な連続が無いことを指す地質学用語である。反対に時間的連続がある関係性のことを整合と呼ぶ:137。
不整合の関係にある2つの層間にある境界面のことを不整合面と呼ぶ:137。

## 分類
不整合は不整合面に面する2の層の状態やその関係性から主に4種類に分類される:137。

### 傾斜不整合

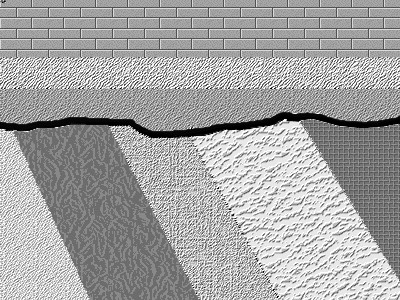
傾斜不整合

傾斜不整合（英: angular unconformity、clino-unconformity）は、下位層が傾斜もしくは褶曲しているものの、上位層は水平に堆積しているという関係性を持つ際の不整合に対して用いる用語である。
下位層が堆積した後に隆起し侵食を受けた後に再び沈降したことにより、上位層が形成されたことなどで形成される:126。この場合において不整合面は下位層が侵食を受けていた際の侵食面であることを意味し、直線的でない場合が多い:139。

### 非整合

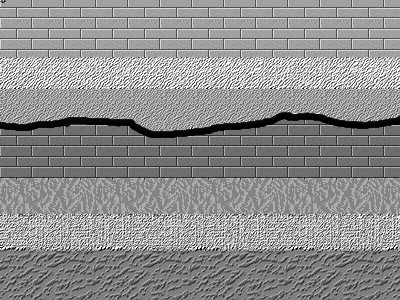
非整合

非整合（英: disconformity）は傾斜不整合のように不整合面の上下で地質構造の違いは無いものの、不整合の関係性にある物を指す用語である。傾斜不整合と同様に不整合面は直線的でない場合が多い:139。

### 平行不整合
不整合面の上下で地質的な差異が無くどちらも水平に形成しているため一見して整合関係に見えるが、放射年代測定や化石の存在によって不整合の存在が認められる場合のことを特にパラコンフォーミティー（英: paraconformity）:126-128、もしくは平行不整合（英: parallel unconformity）と呼ぶ:139。

### 無整合
下位層が火成岩、上位層が堆積岩によって形成されている場合など、本来は整合の関係になり得ない関係性を持っている状態のことを無整合（nonconformity）:139、もしくはノンコンフォーミティーと呼ぶ:126。花崗岩の上方に変成作用を受けていない石灰岩が堆積している状態などが無整合の関係である:139。

## 活用
上に示したどの分類の不整合においてもこれが生じるためには何かしらの事象が必要とされ、不整合が存在していることは過去にそのような事象が発生したことを示している。そのため不整合の存在は地質学的に意味のあることであり、研究において以下のような活用がなされている:12。
- 鍵層と同様に地層を同定する際の基準として用いることが可能な地質境界の一つである。適切な選択がなされれば、その地域の地質的特徴を認識を容易にすることが可能である[3]:84。
- かつて地向斜理論を基とした研究が行われていた時代では不整合の関係が重視され、特に傾斜不整合の存在を基として造山史を組み立てていた[4]:12。

## ギャラリー

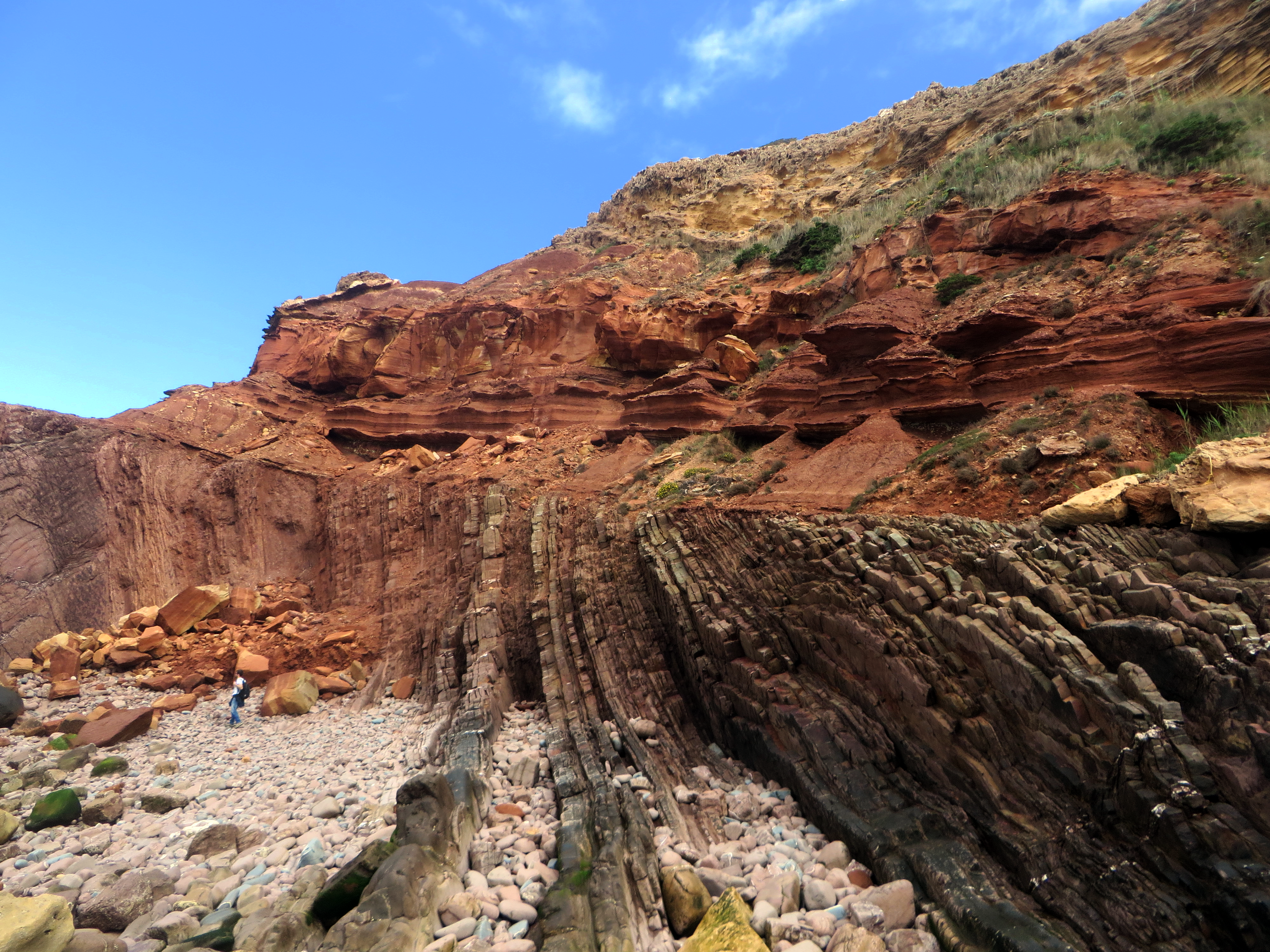
ポルトガルのヴィラ・ド・ビスポに所在する傾斜不整合の露頭。下位層は古生代石炭紀、上位層は中生代三畳紀の層。
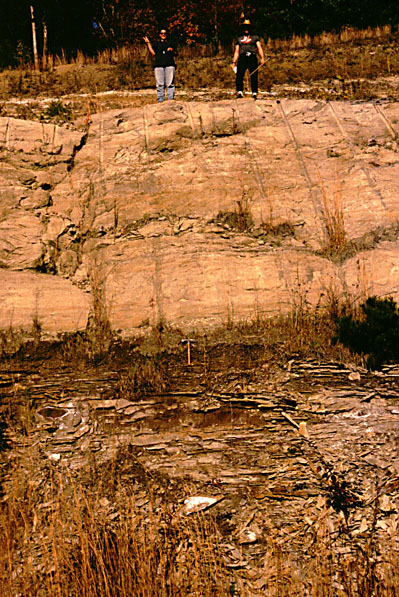
オハイオ州ジャクソン近辺に所在する非整合の露頭。ミシシッピ川によって形成されたen:Borden Formationに属する。
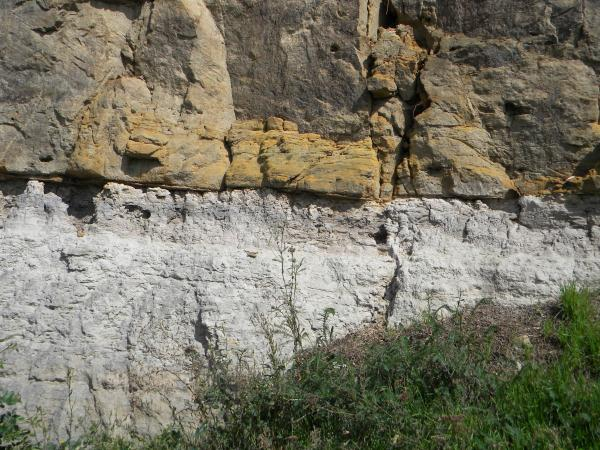
チェコに所在する平行不整合の露頭。
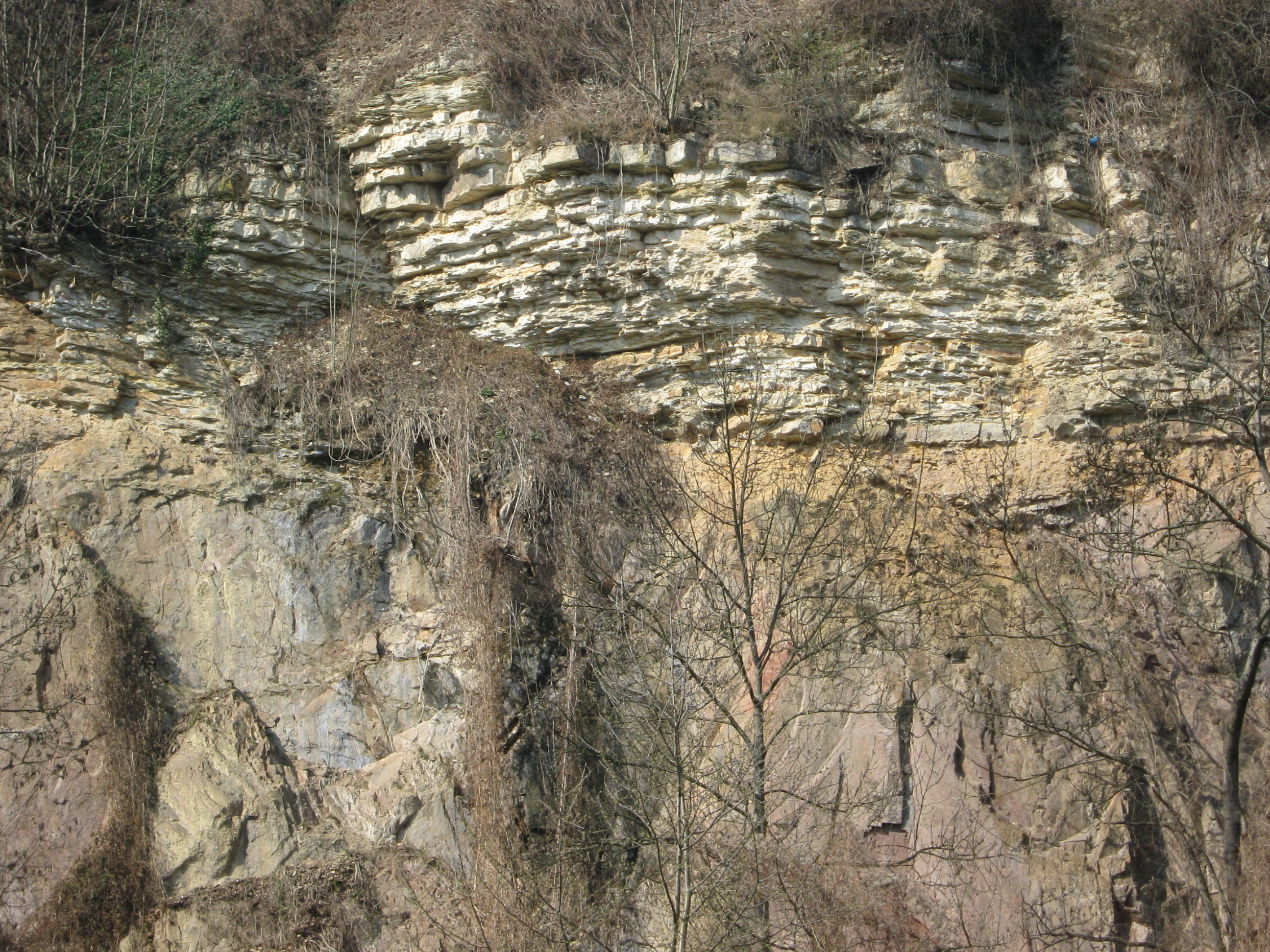
ドイツのドレスデン近郊に所在する無整合の露頭。